# Борисковский, Павел Иосифович
Па́вел Ио́сифович Бориско́вский (27 мая 1911 — 27 сентября 1991) — советский археолог, специалист по археологии палеолита и первобытной истории, доктор исторических наук (1952), профессор (1959).

## Биография
Родился в еврейcкой семье. Сын врача Иосифа Павловича Борисковского (1872—1930).
Окончил девять классов СЕТШ № 217 (1927) и историко-лингвистический факультет Ленинградского университета по специальности «археолог-музеевед» (1930), ученик профессора П. П. Ефименко. Поступил в аспирантуру Государственной академии истории материальной культуры, заявив в качестве диссертационной тему формирования человека современного типа на базе археологических источников. В 1932—1933 годах работал в Государственном Русском музее и в Музее антропологии и этнографии, был руководителем студенческого научного археологического кружка ЛИФЛИ.
В 1934 году защитил кандидатскую диссертацию «Исторические предпосылки оформления так называемого Homo sapiens», с этого же времени в должности доцента преподавал на кафедре археологии исторического факультета ЛГУ. Работал в секторе полевых исследований, с 1935 года — в Институте истории доклассового общества ГАИМК. В 1937—1941 годах — в Секторе палеолита и неолита ЛОИИМК АН СССР.
В 1941 году мобилизован в РККА Ленинградским горкомом ВКП(б), тогда же вступил в партию. С 8 июля 1941 года находился на фронте в составе 10-й стрелковой дивизии, до 27 августа воевал на Эстонском участке фронта, с 28 августа — на Ленинградском фронте. 3 декабря был ранен, с марта 1942 года, после завершения лечения, преподавал дисциплины социально-экономического цикла в Ашхабадском военно-пехотном училище, собирал сведения о палеолите Туркмении.
В сентябре 1946 года вернулся в Ленинград. В феврале 1952 года завершил написание докторской диссертации «Палеолит Украины. Историко-археологические очерки», через год выпущенной в виде монографии. С 1962 года — заведующий сектором (позднее — отделом) палеолита Ленинградского отделения Института археологии. В 1960—1961 годах читал курс лекций в Ханойском университете в Демократической Республике Вьетнам; Награждён орденом Труда I степени и медалью. С 1979 года — старший научный сотрудник-консультант ЛОИА АН СССР.
Дочь — историк античного искусства Софья Павловна Борисковская (1937—2001), заведующая отделом Государственного Эрмитажа, заслуженный работник культуры Российской Федерации (1997).
Похоронен на Смоленском лютеранском кладбище.

## Научная деятельность
С 1929 года участвовал в археологических экспедициях: Костёнковской (на стоянках Боршево II, Костенки II, X, XVII—XIX), Поднестровской (Лука-Врублевецкая), Приазовской (Амвросиевка), Деснинской (Пушкари I), Одесской и др. За три сезона 1937—1939 годов им было вскрыто 180 м2 культурного слоя.
В 1948 году принял участие в раскопках стоянки Авдеево в составе Деснинской экспедиции М. В. Воеводского, впервые дал подробный обзор палеолита Средней Десны. Позднее провёл раскопки в Воронежской области и разведки по реке Оскол, которые вывели учёного на месторождения кремня в Валуйках, окружённые стоянками-мастерскими каменного века.
Исследовал ряд палеолитических памятников в Европейской части СССР (Лука-Врублевецкая, Пушкари-I, погребение кроманьонца в Костёнках-II, Большая Аккаржа и др.), а также, совместно с вьетнамскими археологами, стоянки и пещеры в Демократической Республике Вьетнам (1960—1961).
В 1962—1964 годах под руководством П. И. Борисковского курский палеолитический отряд исследовал открытые местными жителями стоянки Курск 1 на ул. Полевой и Курск 2 на ул. Котлякова.
В 1966 году изучал палеолитические коллекции в нескольких научных центрах Индии.

## Оценки
В разное время П. И. Борисковский подвергался критике и «проработкам» по политическим причинам. В 1937 году редакция журнала «Советская этнография» утверждала: «Гнусный призыв вредителя Быковского к ревизии взглядов Энгельса нашел, например, отклик со стороны П. И. Борисковского. В своей книжке „К вопросу о стадиальности в развитии верхнего палеолита“, вышедшей с предисловием и под редакцией Быковского, П. И. Борисковский не остановился перед тем, чтобы прямо заявить: „эта часть работы Энгельса в наибольшей степени требует уточнений и видоизменений“, имея в виду периодизацию истории доклассового общества в „Происхождении семьи…“ Ф. Энгельса».
А. А. Формозов отмечал: «Выходцы из „бывших“ нередко рьяно выслуживались перед новой властью. <…> Власть умело использовала таких людей. Проработчиком был в начале 1930-х годов и Борисковский. <…> Борисковский старался попасть в число „хороших евреев“, даже борцов с космополитизмом. Он изобличал в этом страшном грехе В. И. Равдоникаса, чью панегирическую биографию только что напечатал. В своей книге „Начальный этап первобытного общества“ <…> не назвал ни одного иностранного ученого, перечисляя самые незначительные заметки отечественных авторов. Все это было замечено наверху. <…> Конечно, и Борисковскому пришлось пережить трудные минуты. Когда расстреляли его руководителя по аспирантуре С. Н. Быковского, когда развернулась антисемитская кампания, Павел Иосифович очень боялся. Но в целом он всегда был на плаву. Он был старательный, полезный ученый, в зрелые годы достаточно терпимый во взаимоотношениях с коллегами, но это совсем иной тип, чем Грязнов, прежде всего приспособленец».

## Основные работы
- Людина кам'яного віку на Україні: науково-популярний нарис (укр.). — Київ: Вид-во АН УРСР, 1940. — 130 с. Архивировано 17 июля 2024 года.
- Начальный этап первобытного общества. Л., 1950.
- Палеолит Украины: Историко-археологические очерки / АН СССР. — М.; Л.: Изд-во АН СССР, 1953. — 464 с. — (МИА, № 40).
- Современная наука о происхождении человека. — Л.: Лениздат, 1956. — 88 с. — 5000 экз.
- Древнейшее прошлое человечества / АН СССР. — М.; Л.: Изд-во АН СССР, 1957. — 224 с. — (Научно-популярная серия АН СССР). — 10 000 экз. (переизд. 1979, 1980).
- Очерки по палеолиту бассейна Дона: Малоизученные поселения древнего каменного века в Костенках / Институт археологии АН СССР. — М.; Л.: Изд-во АН СССР, 1963. — 232 с. — (МИА; № 121).
- Борисковский П. И., Праслов Н. Д. Палеолит бассейна Днепра и Приазовья / Под общ. ред. акад. Б. А. Рыбакова; Институт археологии АН СССР. — М.; Л.: Наука, 1964. — 31 отд. л. ил., карт. в папке; 56 с. — (Археология СССР: Свод археологических источников; Вып. А1-5).
- Первобытное прошлое Вьетнама / Отв. ред. Г. Г. Стратанович; АН СССР. — М.; Л.: Наука, 1966. — 184 с. — 2200 экз.
- Древний каменный век Южной и Юго-Восточной Азии / АН СССР. — Л.: Наука, 1971. — 176 с. — 3100 экз.
- Борисковский П. И., Григорьев Г. П. Возникновение человеческого общества // Палеолит мира. Т. 1. М., 1977. С. 11-42.